# Uromastyx ocellata
Uromastyx ocellata là một loài thằn lằn trong họ Agamidae. Loài này được Lichtenstein mô tả khoa học đầu tiên năm 1823.

## Hình ảnh

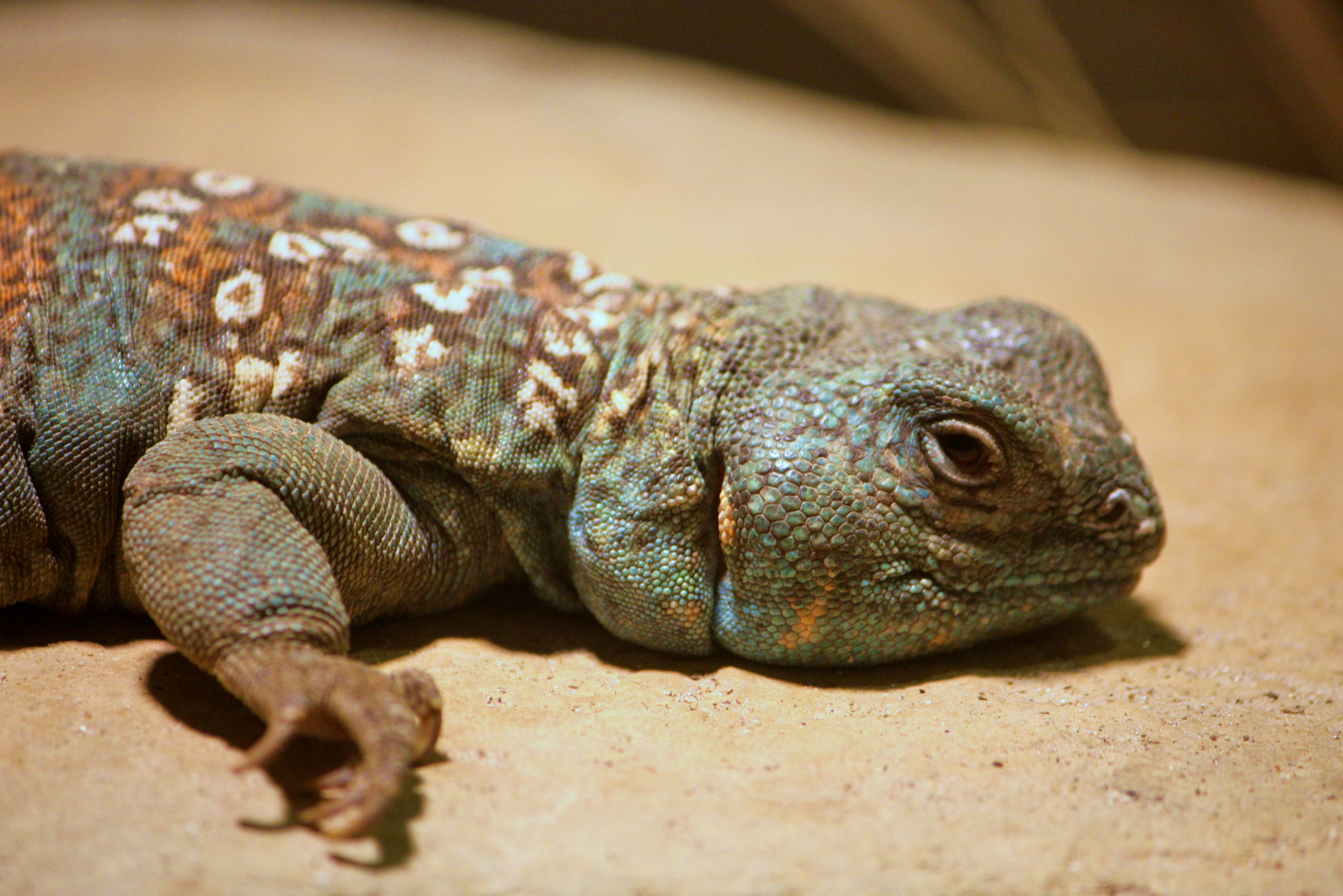
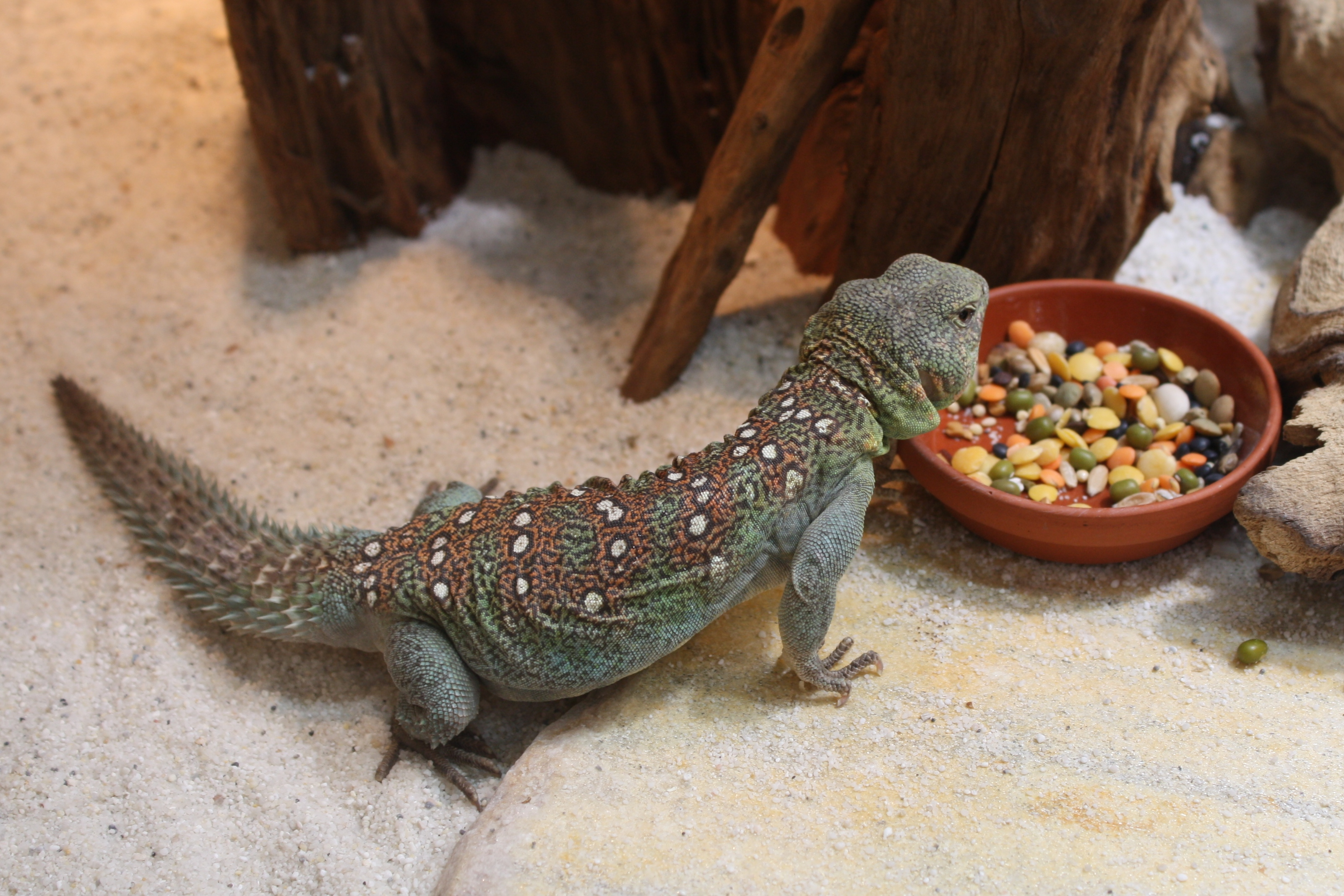
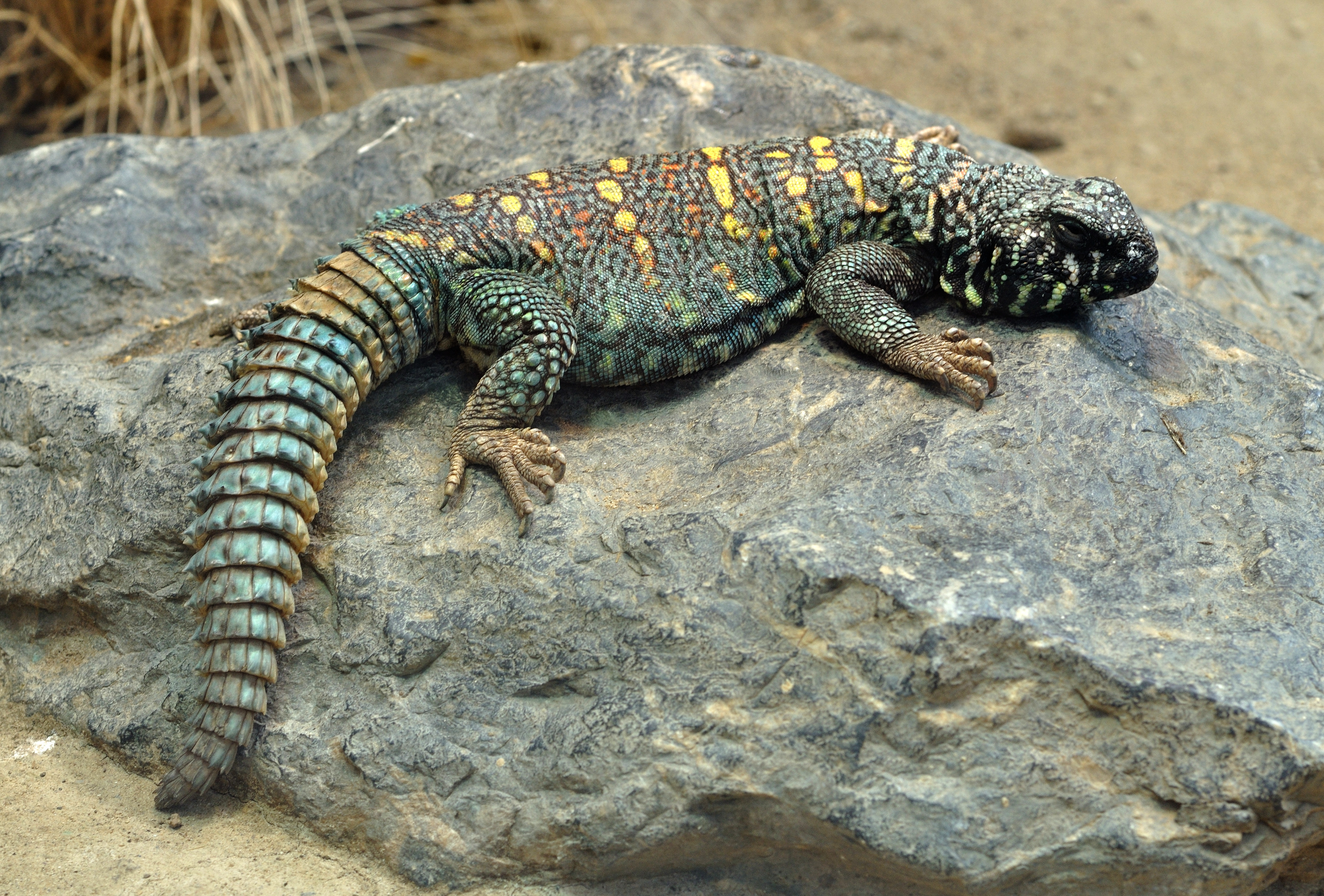